# 乌马都洪口岸
22°46′45″N 102°29′53″E / 22.779074°N 102.498140°E
乌马都洪口岸，是越南萊州省芒齐县收廪社乌马都洪村的一个边境口岸。该口岸与中华人民共和国云南省绿春县平河镇丫口水塘边境通道相接。